# Oporopsamma wertheimsteini
Oporopsamma wertheimsteini is een vlinder uit de familie bladrollers (Tortricidae). De wetenschappelijke naam is voor het eerst geldig gepubliceerd in 1913 door Rebel.
De soort komt voor in Europa.